# Espelho da Vida
Espelho da Vida é uma telenovela brasileira produzida e exibida pela TV Globo de 25 de setembro de 2018 a 1 de abril de 2019, em 160 capítulos. Substituindo Orgulho e Paixão e sendo substituída por Órfãos da Terra, foi a 92.ª "novela das seis" exibida pela emissora.
Teve a autoria de Elizabeth Jhin, com a colaboração de Duba Elia, Renata Jhin, Wagner de Assis e Maria Clara Mattos, contou com direção de Luís Felipe Sá, Rafael Salgado e Tande Bressane. A direção geral é de Cláudio Boeckel e a direção artística de Pedro Vasconcelos.
A novela foi inspirada no "crime da bala de ouro", como ficou conhecido o feminicídio de Júlia Clara Fetal em 1847, e também no romance histórico A bala de ouro- História de um crime romântico de Pedro Calmon. O livro foi publicado em 1947, cem anos após o crime, e reconstitui a história do assassinato ocorrido em Salvador, baseando-se em documentos da época.
Contou com as atuações de Vitória Strada, Rafael Cardoso, João Vicente de Castro, Alinne Moraes, Kéfera Buchmann, Irene Ravache, Júlia Lemmertz e Felipe Camargo.

## Enredo
Na fictícia cidade mineira de Rosa Branca, Vicente faz um último pedido à esposa Margot, antes de morrer: que chame de volta seu neto, o cineasta bem sucedido Alain, para que ele realize um filme biográfico para contar ao mundo a história de Julia Castelo, vítima de um crime passional na cidade na década de 1930 que deixou muitas situações mal explicadas. Apesar de ter jurado que nunca mais retornaria à cidade natal após ter sido traído dez anos antes por sua ex-namorada, Isabel, com seu primo e melhor amigo Felipe, ele se dispõe a cumprir a última vontade do avô e se estabelece no local. Ele chega junto com sua namorada, a atriz de teatro Cris Valência, prometida como protagonista da produção, que acaba encontrando em sua pesquisa um espelho que a permite viajar para 1930, quando o crime aconteceu, descobrindo que é a reencarnação da própria Julia. Com a ajuda de Margot, Cris tem a chance de desvendar todos os mistérios do ocorrido e descobrir se Danilo, namorado de Júlia na época, era realmente o assassino ou foi injustamente acusado, uma vez que a falta de documentações e evidências deixavam tudo subentendido.
O maior empecilho na vida de Alain e Cris é Isabel, disposta a tudo para reconquistar seu amor do passado, utilizando do fato de ser a jornalista responsável por cobrir as gravações para se reaproximar dele. Além disso, Cris também precisa lidar com a mau-caráter Mariane, atriz que quer o papel de protagonista do filme a todo custo, mesmo que isso signifique prejudicá-la, contando com a ajuda da dissimulada figurinista Josi. Com a gravação do filme toda produção chega na cidade, incluindo o diretor Bola, braço-direito de Alain que nutre uma paixão platônica por Mariane e desperta o interesse de Daniela. Ainda há os atores contratados Carmo, Solange e Emiliano - os dois últimos são um ex-casal que não se suportam e vivem brigando. Todos vão parar na pensão de Gentil, mulher firme que não se conforma da filha Lenita ter terminado com Marcelo – um advogado correto e idealista que, apaixonado por Isabel, é usado por ela de diversas formas a fim de atingir os seus objetivos. A filha de Lenita é a espevitada Paty, jovem que faz de tudo para ser famosa e se aproximar do galã Mauro César. Ainda há a relação conflituosa de Isabel com a mãe, Edméia, espírita que foi embora há muitos anos e agora retorna a cidade com o nome de Grace.
Em meio a tudo isso, Margot sofre com a falta de seu filho Pedro, desaparecido desde os cinco anos de idade. Devido a uma foto tirada pouco antes dele se perder, muito semelhante a um quadro de Danilo criança, Cris se enche de esperanças acreditando que ele possa ter sido o rapaz em sua vida passada. Entretanto, é descoberto que Pedro morreu e, por meio de uma projeção dele adulto a partir da sua foto criança, não é a reencarnação do pintor. O que ninguém sabe é que Pedro teve um filho, o fotógrafo Daniel, que busca pistas sobre uma mulher que aparece de forma recorrente em seus sonhos. Graças as sessões de regressão, ele descobre tratar-se de Julia Castelo e, decidido a encontrá-la nos dias atuais, viaja ao Brasil. É a convite de Alain que Daniel chega em Rosa Branca, para enfim encontrar Cris e desvendar o crime que abalou a cidade mineira no século XX.

## Elenco
| Intérprete             | Personagem / Personagem em 1931–32       |
| ---------------------- | ---------------------------------------- |
| Vitória Strada         | Cristina Muniz Valência (Cris)           |
| Vitória Strada         | Julia Castelo                            |
| Vitória Strada         | Beatriz                                  |
| João Vicente de Castro | Alain Dutra                              |
| João Vicente de Castro | Gustavo Bruno de Luris, Marquês de Torga |
| Rafael Cardoso         | Daniel Leoni                             |
| Rafael Cardoso         | Danilo Breton                            |
| Rafael Cardoso         | Cavaleiro                                |
| Alinne Moraes          | Isabel Ferraz                            |
| Alinne Moraes          | Isadora Monteiro (Dora)                  |
| Kéfera Buchmann        | Mariane Cardoso                          |
| Kéfera Buchmann        | Brigite                                  |
| Felipe Camargo         | Américo Valência                         |
| Felipe Camargo         | Eugênio Castelo                          |
| Felipe Camargo         | Assassino de Beatriz                     |
| Júlia Lemmertz         | Ana Muniz de Castro                      |
| Júlia Lemmertz         | Piedade Castelo                          |
| Ângelo Antônio         | Flávio de Castro                         |
| Ângelo Antônio         | Padre Luiz                               |
| Irene Ravache          | Margot Marques Dutra                     |
| Irene Ravache          | Hildegard Breton                         |
| Nikolas Antunes        | Marcelo Vendrini                         |
| Nikolas Antunes        | Lucas                                    |
| Thati Lopes            | Josiane Diniz (Josi)                     |
| Rômulo Neto            | Mauro César Pereira                      |
| Miguel Coelho          | Jorge Benício                            |
| Patrick Sampaio        | Felipe Dutra                             |
| Patrick Sampaio        | Otávio de Luris                          |
| Reginaldo Faria        | Vicente Dutra                            |
| Reginaldo Faria        | Augusto Breton                           |
| Letícia Persiles       | Drª. Letícia Oliveira                    |
| Letícia Persiles       | Maristela Buchan                         |
| Luciana Paes           | Lenita Marques                           |
| Luciana Paes           | Milena Trindade (Mimi)                   |
| Ana Lúcia Torre        | Gentileza Marques (Gentil)               |
| Ana Lúcia Torre        | Madre Joana                              |
| Patrícya Travassos     | Edméia Ferraz / Grace                    |
| Patrícya Travassos     | Graça Monteiro                           |
| Suzana Faini           | Albertina Castelo de Luris / Senhora     |
| Emiliano Queiroz       | André Luiz de Luris                      |
| Robson Nunes           | Afrânio Nunes (Bola)                     |
| Robson Nunes           | Benamim                                  |
| Débora Ozório          | Patrícia Vendrini Marques (Pat)          |
| Renata Tobelem         | Daniela Simão (Dani)                     |
| Guilherme Hamacek      | Vitor Valência                           |
| Catarina de Carvalho   | Michelle Aparecida Tavares               |
| Cadu Libonati          | Hugo Leitão                              |
| Anna Rita Cerqueira    | Gabriela Dias (Gabi)                     |
| Vera Fischer           | Maria do Carmo Vilela (Carmo)            |
| Vera Fischer           | Gertrude Trindade                        |
| Evandro Mesquita       | Emiliano Freitas                         |
| Luciana Vendramini     | Solange Sollari                          |
| Marcelo Laham          | Tadeu Tavares (Tavares)                  |
| Flávia Garrafa         | Neusa Tavares                            |
| Ana Rios               | Marina Montez                            |
| Pedroca Monteiro       | Cláudio                                  |
| Marcelo Escorel        | Dr. Dalton Teixeira (Daltinho)           |
| Marcelo Escorel        | Dr. Fabrício Nunes                       |
| Cosme dos Santos       | Gerson dos Anjos                         |
| Dandara Albuquerque    | Sheila dos Anjos                         |
| Maria Mônica Passos    | Maria José Leitão (Zezé)                 |
| Maria Mônica Passos    | Irmã Zélia                               |
| Andrea Dantas          | Abigail Leitão                           |
| Andrea Dantas          | Irmã Dolores                             |
| Luciana Malcher        | Débora Martins                           |
| Luciana Malcher        | Bendita                                  |
| Wal Schneider          | Martim                                   |
| Wal Schneider          | Hakima                                   |
| José Santa Cruz        | Padre Léo                                |
| Andrea Bacellar        | Dalva                                    |
| Andrea Bacellar        | Firmina                                  |
| Márcio Machado         | Sergio                                   |
| Rosana Dias            | Valdete                                  |
| Rosana Dias            | Celine                                   |
| Clara Galinari         | Priscila Ferraz Dutra                    |
| Clara Galinari         | Teresa Monteiro Castelo                  |
| Otávio Martins         | Jadson Valência                          |
| Otávio Martins         | Henrique Buchan Castelo                  |
| Maria Luiza Galhano    | Flor Maria dos Anjos (Florzinha)         |

### Participações especiais
| Intérprete              | Personagem                |
| ----------------------- | ------------------------- |
| Erom Cordeiro           | Pedro Marques             |
| Thiago Fragoso          | Luan Gomes                |
| Roberto Pirillo         | Delegado Gilson           |
| Pedro Farah             | Aristides                 |
| Sidney Magal            | Ricardo Júnior            |
| Othon Bastos            | Mestre da Luz             |
| Carla Diaz              | Carine                    |
| Carla Diaz              | Gisele de Castro (Gigi)   |
| Marcos Junqueira        | Kikito                    |
| Ju Colombo              | Enfermeira Olga           |
| Juliana Guimarães       | faxineira do hotel        |
| Alexandre Lino          | Valdir                    |
| Italo Laureano          | Inspetor Braga            |
| Adriano Pettermann      | Tonho                     |
| Antônio Carlos Teixeira | Alberto da Veiga Guignard |
| Renata Magalhães        | Tarsila do Amaral         |
| Haroun Abud             | André Castelo (criança)   |
| Ingrid Guimarães        | Ela mesma                 |
| Cacá Diegues            | Ele mesmo                 |
| José Loreto             | Ele mesmo                 |
| Juliana Paes            | Ela mesma                 |
| Marcelo Faria           | Ele mesmo                 |
| Fausto Silva            | Ele mesmo                 |

## Produção
O primeiro título cogitado para a produção foi O Avesso da Vida. Para o cenário da novela, a fictícia Rosa Branca, a produção decidiu não construir uma cidade cenográfica, mas gravar em quatro cidades históricas de Minas Gerais: Carrancas, Tiradentes, Ouro Preto e Mariana. A primeira temporada de gravações se encerrou em 27 de julho de 2018. A primeira chamada foi exibida em 25 de agosto.

### Escolha do elenco
Isis Valverde foi anunciada como a protagonista da trama, porém, a atriz precisou recusar por estar grávida. Apesar de ser convidada na sequência, Paolla Oliveira foi deslocada para a futura "novela das nove" A Dona do Pedaço e também para não repetir o mesmo triângulo principal de Além do Tempo com Rafael Cardoso e Alinne Moraes. Bianca Bin, Camila Queiroz e Sophie Charlotte foram convidadas, porém a primeira acabava de sair de O Outro Lado do Paraíso e precisava de férias, enquanto as demais já estavam escaladas para papeis centrais de Verão 90 e Passaporte para Liberdade, respectivamente. Vitória Strada foi escalada para o papel após a boa repercussão em Tempo de Amar. Após alguns filmes, Kéfera Buchmann foi convidada para estrear em novelas sem precisar fazer testes, visando atrair sua popularidade na internet para a televisão.
Alexandre Nero e Gabriel Leone foram cogitados para os papéis de Alain e Danilo, porém o primeiro foi considerado muito velho para o papel, enquanto o segundo muito jovem, sendo que oficialmente foram convidados para os personagens João Vicente de Castro e Rafael Cardoso, respectivamente. Vera Fischer ganhou a chance de retornar às novelas após seis anos, quando reclamou publicamente para a imprensa sobre o pouco destaque de seu personagem em Salve Jorge, em 2012, e acabou não sendo escalada mais para nenhuma trama como punição.

### Crossover
No capítulo 5 da novela exibido em 29 de setembro, ocorreu um crossover entre personagens de Espelho da Vida com personagens de A Força do Querer novela de Glória Perez exibida em 2017; os personagens em questão eram Mauro César (Rômulo Neto) de "Espelho da Vida" e Carine (Carla Diaz) e Kikito (Marcos Junqueira) de "A Força do Querer".

## Exibição
Espelho da Vida foi exibida integralmente com classificação de 10 anos, por apresentar cenas de drogas lícitas e violência. A exibição do dia 20 de novembro, uma terça feira, foi cancelada para a exibição de um jogo amistoso de futebol da Seleção Brasileira. Na sexta feira anterior, a trama também não havia sido exibida pelo mesmo motivo, e no sábado registrou uma das suas piores audiências.
Devido a uma estratégia da Globo para atrair espectadores para o seu serviço de streaming, Globoplay, Espelho da Vida não teve seu último capítulo reprisado no dia seguinte, como havia acontecido com as suas antecessoras ininterruptamente desde Agora É que São Elas, em 2003. A estratégia no entanto foi abandonada com a sua sucessora, Órfãos da Terra, aproveitando-se da volta do expediente de se encerrar as tramas das 18h e também das 19h às sextas e não mais no meio da semana, como vinha acontecendo desde Sol Nascente.

## Música

### Volume 1
A trilha sonora da telenovela foi lançada em 5 de outubro de 2018, em formatos download digital e CD pela gravadora Som Livre. A capa apresenta os protagonistas Vitória Strada, João Vicente de Castro e Alinne Moraes, caracterizados como Cris, Alain e Isabel, respectivamente.
Faixas
| N.º | Título                          | Artista                       | Duração |  |
| 1.  | "Minha Vida" (Abertura)         | Rita Lee                      |         |  |
| 2.  | "Always"                        | Gavin James                   |         |  |
| 3.  | "O Sol"                         | Vitor Kley                    |         |  |
| 4.  | "Clearly"                       | Grace VanderWaal              |         |  |
| 5.  | "On Top Of The World"           | Tim McMorris                  |         |  |
| 6.  | "Só Você"                       | Fábio Júnior                  |         |  |
| 7.  | "Sincero"                       | Lulu Santos                   |         |  |
| 8.  | "Coisa de Casa"                 | OutroEu                       |         |  |
| 9.  | "Espirais"                      | Marjorie Estiano              |         |  |
| 10. | "Mil Noites de Um Amor Sem Fim" | Silva                         |         |  |
| 11. | "Certas Coisas"                 | Milton Nascimento             |         |  |
| 12. | "Pontos de Partida"             | Max Viana                     |         |  |
| 13. | "João de Barro"                 | Leandro Léo                   |         |  |
| 14. | "O Velho e a Flor"              | Toquinho e Vinicius de Moraes |         |  |
| 15. | "Oração ao Tempo"               | Maria Bethânia                |         |  |

### Volume 2
O segundo volume de "Espelho da Vida" conta com um repertório de 18 faixas entre sucessos nacionais e internacionais. Estão na capa os protagonistas Vitória Strada e Rafael Cardoso, caracterizados, respectivamente, como Julia e Danilo.
Faixas
| N.º | Título                              | Artista                                                         | Duração |  |
| 1.  | "Promete"                           | Ana Vilela                                                      | 3:18    |  |
| 2.  | "Outro Lugar"                       | Milton Nascimento                                               | 4:51    |  |
| 3.  | "Mamãe Natureza"                    | Lulu Santos                                                     | 4:06    |  |
| 4.  | "O Lado Bom da Vida"                | Peu Del Rey                                                     | 3:23    |  |
| 5.  | "Quando Você Passa"                 | Bralih                                                          | 3:17    |  |
| 6.  | "Amiúde"                            | Roberta Campos e Marcelo Camelo                                 | 4:47    |  |
| 7.  | "Todo o Amor que Houver Nessa Vida" | Cazuza                                                          | 2:54    |  |
| 8.  | "Weekend"                           | Blitz                                                           | 3:19    |  |
| 9.  | "A Fórmula do Amor II"              | Leoni e Leo Jaime                                               | 4:13    |  |
| 10. | "Girls Just Want to Have Fun"       | BFF Girls                                                       | 2:46    |  |
| 11. | "We Can Do Better"                  | Matt Simons                                                     | 3:00    |  |
| 12. | "Save Me Now"                       | Andru Donalds                                                   | 5:00    |  |
| 13. | "Today"                             | Eric Silver                                                     | 3:32    |  |
| 14. | "Lovin' You"                        | Minnie Riperton                                                 | 3:59    |  |
| 15. | "Ain't No Sunshine"                 | Bill Withers                                                    | 2:04    |  |
| 16. | "Rosa"                              | Marisa Monte                                                    | 2:45    |  |
| 17. | "Anos Dourados"                     | Maria Bethânia                                                  | 3:15    |  |
| 18. | "A Time For Us"                     | Nino Rota, Cliff Eidelman And Royal Scottish National Orchestra | 6:41    |  |

### Instrumental
A trilha sonora instrumental de Espelho da Vida foi composta por Rodolpho Rebuzzi e Reno Duarte. A capa do álbum apresenta o logotipo da novela.
Faixas
1. Tema Rosa Branca — Rodolpho Rebuzzi, Reno Duarte
2. Mirror (Tema de Cris e Danilo) — Rodolpho Rebuzzi, Reno Duarte
3. Ação Curta Alain — Rodolpho Rebuzzi, Reno Duarte
4. Amor Ideal — Rodolpho Rebuzzi, Reno Duarte
5. Engrafado — Rodolpho Rebuzzi, Reno Duarte
6. Angústia (Lago dos Cisnes) [Tema de Isabel] — Rodolpho Rebuzzi, Reno Duarte
7. Bela Flor — Rodolpho Rebuzzi, Reno Duarte
8. Ansiosa — Rodolpho Rebuzzi, Reno Duarte
9. Em Cada Despertar — Rodolpho Rebuzzi, Reno Duarte
10. Dreams (Tema dos Sonhos de Cris) — Rodolpho Rebuzzi, Reno Duarte
11. A Psicodélica (Tema da Pensão) — Rodolpho Rebuzzi, Reno Duarte
12. Molecada — Rodolpho Rebuzzi, Reno Duarte
13. Fim de Tarde Longa (Tema de André) — Rodolpho Rebuzzi, Reno Duarte
14. All In Love — Rodolpho Rebuzzi, Reno Duarte
15. Spirituality — Rodolpho Rebuzzi, Reno Duarte
16. Pesadelo — Rodolpho Rebuzzi, Reno Duarte, Luisa Land
17. Pureza (Tema de Priscila e Flor) — Rodolpho Rebuzzi, Reno Duarte
18. Gentilezada — Rodolpho Rebuzzi, Reno Duarte
19. Rockball (Tema de Bola) — Rodolpho Rebuzzi, Reno Duarte
20. Vértice — Rodolpho Rebuzzi, Reno Duarte
21. Boleriando (Tema de Gentil) — Rodolpho Rebuzzi, Reno Duarte
22. Sob O Céu — Rodolpho Rebuzzi, Reno Duarte
23. Contra O Tempo — Rodolpho Rebuzzi, Reno Duarte
24. Sertão Divino — Rodolpho Rebuzzi, Reno Duarte
25. Partida — Rodolpho Rebuzzi, Reno Duarte
26. United Stay of Americo (Tema de Américo) — Rodolpho Rebuzzi, Reno Duarte
27. Sambadark — Rodolpho Rebuzzi, Reno Duarte
28. Trem da Vida — Rodolpho Rebuzzi, Reno Duarte
29. Reflexo do Tempo — Rodolpho Rebuzzi, Reno Duarte
30. Relógio — Rodolpho Rebuzzi, Reno Duarte
31. Lamento Urbano — Rodolpho Rebuzzi, Reno Duarte
32. Romance Mineiro — Rodolpho Rebuzzi, Reno Duarte
33. Recomeço — Rodolpho Rebuzzi, Reno Duarte
34. Rosa Solar — Rodolpho Rebuzzi, Reno Duarte
35. Fear (Tema da Casa de Julia) — Rodolpho Rebuzzi, Reno Duarte
36. Desatino — Rodolpho Rebuzzi, Reno Duarte
37. Desencontro — Rodolpho Rebuzzi, Reno Duarte
38. Desvario — Rodolpho Rebuzzi, Reno Duarte
39. Gargalhada — Rodolpho Rebuzzi, Reno Duarte
40. Escuridão (Tema da Casa de Julia) — Rodolpho Rebuzzi, Reno Duarte
41. Acalanto Adormecido — Rodolpho Rebuzzi, Reno Duarte

### Outras canções
Espelho da Vida conta ainda com as seguintes canções:
- "Oração" - A Banda Mais Bonita da Cidade
- "Acenda o Farol" - Tim Maia
- "Tudo Que Podia Ser" - Milton Nascimento
- "Tainted Love" - Hannah Peel

## Repercussão

### Audiência
O primeiro capítulo exibido em 25 de setembro registrou 21 pontos de média, mesma pontuação de estreia da sua antecessora. Os capítulos seguintes foram caindo sucessivamente e, em 25 de outubro, atingiu apenas 17 pontos. No fim do primeiro mês a trama acumulou uma média de 19,4 pontos, a pior da história para os primeiros 30 dias, abaixo de Negócio da China, que era o então recorde negativo com 20.  Além da história ser apontada como "fraca" e "lenta" pelos expectadores, a novela também passou a sofrer com a alta audiência do Cidade Alerta, da RecordTV, que ficava entre 3 e 4 pontos de distância apenas.  Em 30 de outubro Espelho da Vida perdeu a liderança durante alguns minutos para o jornalístico da concorrência na Grande São Paulo, ficando em segundo lugar com 13 pontos ante 14,2 da concorrência, um feito nunca ocorrido antes na faixa de horário. O confronto com o Cidade Alerta também não foi positivo em outras capitais: em Salvador, Belo Horizonte e Belém a trama também perdeu a liderança em alguns dias e apresentava dificuldades para abrir vantagem em outros, permanecendo muito próxima.
Em Goiânia foi o pior resultado, uma vez que Espelho da Vida já estreou em segundo lugar, fechando a primeira semana com 11 pontos contra 13 do Cidade Alerta Goiás, enquanto em outubro a novela fechou o mês todo com uma média de 10 pontos ante 15 do jornalístico, a maior diferença negativa já alcançada por uma "novela das seis". Em 22 de novembro a trama marcou apenas 15 pontos ante 17,3 da do Cidade Alerta, sendo que a novela não chegou a liderar em nenhum minuto durante todo o capítulo, fato este que jamais havia acontecido na história do horário das seis da tarde desde a sua fundação, em 1971. No dia seguinte o fato ocorreu novamente e Espelho da Vida não liderou em nenhum minuto, marcando 13 pontos contra 14 do jornalistico. Em 25 de dezembro a trama chegou à sua metade com apenas 17,7 pontos de média geral, a segunda pior da história das "novelas das seis", atrás apenas de Boogie Oogie com 17,4, ou seja, por alguns décimos. A trama fechou dezembro – apenas o mês, sem contar a média geral – com apenas 15 pontos.
Bateu sua segunda pior audiência em 12 de janeiro com pífios 13 pontos, chegando a dar picos mínimos de 9, permanecendo em segundo lugar.  Em 26 de janeiro a novela registrou novamente 13 pontos, ficando pela primeira vez na história do horário em segundo lugar em um sábado, atrás mais uma vez do Cidade Alerta, que cobria o rompimento de barragem em Brumadinho.  Em 17 de janeiro, entrando na reta final, a trama desceu alguns décimos e atingiu uma média geral de 17,41 pontos, ultrapassando Boogie Oogie como a pior audiência de uma "novela das seis" na história. Em 28 de março, a novela registrou sua maior audiência com 23,4 pontos. O último capítulo registrou média de 22,6 pontos com picos de 24.
Espelho da Vida teve média geral de 17,78 pontos, a quarta pior da história, atrás apenas de Boogie Oogie com 17,40 por alguns décimos, Nos Tempos do Imperador com 16,87 e Elas Por Elas com 15,36 . Ao todo a novela perdeu 20% da audiência deixada por Orgulho e Paixão na Grande São Paulo e até 40% em outros estados.

### Prêmios e indicações
| Ano  | Prêmio                    | Categoria                | Indicação              | Resultado | Ref.   |
| ---- | ------------------------- | ------------------------ | ---------------------- | --------- | ------ |
| 2018 | Prêmio Extra de Televisão | Melhor Novela            | Elizabeth Jhin         | Venceu    | [ 91 ] |
| 2018 | Prêmio Extra de Televisão | Melhor Atriz             | Alinne Moraes          | Indicado  | [ 91 ] |
| 2018 | Prêmio Extra de Televisão | Melhor Atriz             | Vitória Strada         | Venceu    | [ 91 ] |
| 2018 | Prêmio Extra de Televisão | Melhor Ator Coadjuvante  | Felipe Camargo         | Venceu    | [ 91 ] |
| 2018 | Prêmio Extra de Televisão | Melhor Atriz Coadjuvante | Irene Ravache          | Venceu    | [ 91 ] |
| 2018 | Prêmio Extra de Televisão | Melhor Revelação         | Kéfera Buchmann        | Venceu    | [ 91 ] |
| 2018 | Prêmio Extra de Televisão | Melhor Revelação         | Thati Lopes            | Indicado  | [ 91 ] |
| 2018 | Prêmio Extra de Televisão | Melhor Ator/Atriz Mirim  | Clara Galinari         | Venceu    | [ 91 ] |
| 2018 | Prêmio Extra de Televisão | Melhor Ator/Atriz Mirim  | Maria Luiza Galhano    | Indicado  | [ 91 ] |
| 2018 | Prêmio Extra de Televisão | Tema de Novela           | "Minha Vida", Rita Lee | Indicado  | [ 91 ] |
| 2019 | Troféu APCA               | Melhor Novela            | Elizabeth Jhin         | Indicado  | [ 92 ] |